# Banka Slovenije
De Banka Slovenije is de centrale bank van Slovenië.
Deze bank is op 25 juni 1991 opgericht. In 2007 werd Banka Slovenije onderdeel van de Europese Centrale Bank en behoort tot het Europees Stelsel van Centrale Banken.
Bij deze overgang op 1 januari 2007 is de Tolar vervangen door de euro als het wettig betaalmiddel in Slovenië.